# 哈迪克斯 (肯塔基州)
哈迪克斯（英語：Haddix）是位於美國肯塔基州布雷薩特縣的一個非建制地區。

## 地理
哈迪克斯所處的海拔為高於海平面238米（即781英呎），而該地所採用的時區為UTC-6，即北美中部時區（CST）。同時該地設有夏令時間，為UTC-6調快一小時，即UTC-5（CDT）。